# 1901 في رومانيا
فيما يلي قوائم الأحداث التي وقعت خلال عام 1901 في رومانيا.

## سياسة

### انتهاء فترة المنصب
- 26 فبراير – ألكساندرو مارغيلومان Minister of Foreign Affairs of Romania ‏.

## مواليد

### يناير
- 9 يناير – صامويل زاوبر لاعب كرة قدم روماني.

### مارس
- 17 مارس – رودولف ويتزر لاعب كرة قدم روماني.

## وفيات

### يناير
- 1 يناير – هنريش شونفيلد (مواليد 1900) لاعب كرة قدم نمساوي.